# Alexander Galloway
Sir Alexander Galloway, britanski general, * 3. november 1895, † 28. januar 1977.